# Adoniram Judson Gordon

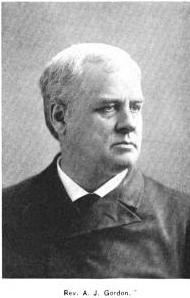
Adoniram Judson Gordon, Baptistenpastor und Komponist

John C. Gordon, Adoniram Gordons Vater

Sally Gordon, Adoniram Gordons Mutter

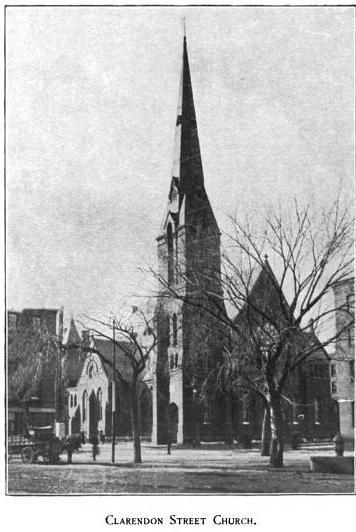
Clarendon Street Baptist Church

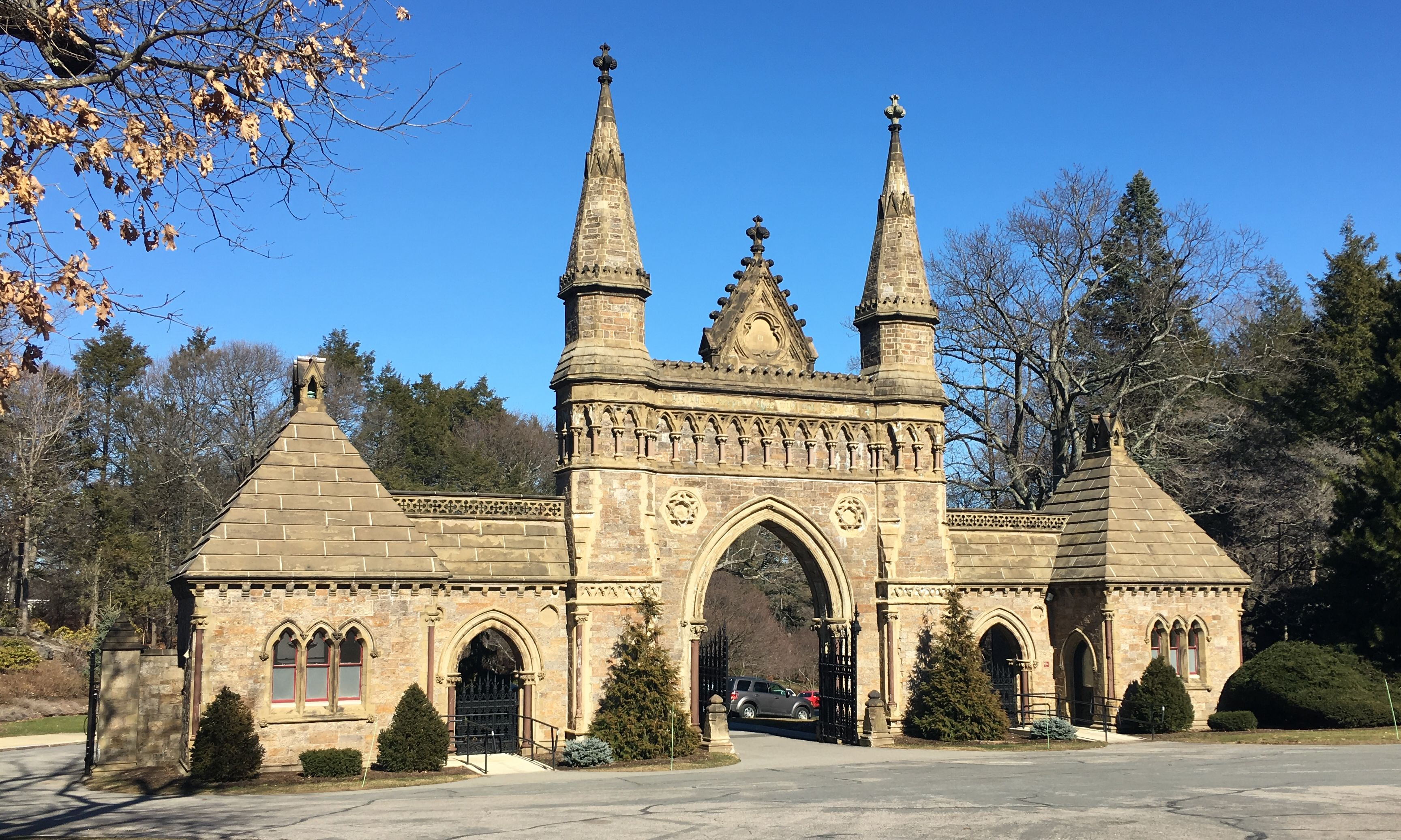
Eingangstor des Friedhofs Forest Hills Cemetery

Adoniram Judson Gordon (* 19. April 1836 in New Hampton/New Hampshire; † 2. Februar 1895) war ein US-amerikanischer Pastor der American Baptist Convention (heute: American Baptist Churches USA), Autor zahlreicher theologischer Bücher sowie Dichter und Komponist vieler geistlicher Lieder. Er war außerdem Gründer des Gordon College (später: Gordon Divinity School), das 1969 im Gordon-Conwell Theological Seminary aufging.

## Leben
Adoniram Judson Gordon war ein Sohn des baptistischen Diakons John Calvin Gordon (1808–1871) und dessen Ehefrau Sally, geborene Robinson (1810–1889). Er war das dritte Kind von insgesamt  zwölf Geschwistern. Mit seinen Vornamen würdigten seine Eltern den baptistischen Missionar Adoniram Judson (1788–1850), der unter anderem die Bibel ins Burmesische übersetzt hat. Gordon bekehrte sich als Fünfzehnjähriger und beschloss bereits in jungen Jahren, Geistlicher zu werden.
Nach Abschluss seiner schulischen Ausbildung studierte er Theologie. Sein Studium schloss Gordon im Jahr 1860 an der Brown University, in Providence, und 1863 an der Newton Theological Institution erfolgreich ab. 
Seine erste Pastorenstelle erhielt er in der Jamaica Plain Baptist Church in West Roxbury, einem Stadtteil von Boston/Massachusetts. Von 1869 bis 1895 war er Pastor der ebenfalls in Boston befindlichen Clarendon Street Baptist Church (siehe Bild!), die in den Jahren seines Dienstes einen bemerkenswerten Wandel erlebte. Aus einer Kirche der sozialen Oberschicht, die sich für ihre Gottesdienste einen bezahlten Chor und extravaganten Blumenschmuck leistete, aber keinen Blick für die Nöte der sie umgebenden Bevölkerung hatte, wurde eine missionarisch-diakonisch Gemeinde, die sich für Randgruppen der Gesellschaft einsetzte. Den Wendepunkt in der Gemeindegeschichte markierte eine Zeltmission mit dem von Gordon eingeladenen Erweckungsprediger Dwight Lyman Moody (1837–1899). Während im Zelt an jedem Abend verkündigt wurde, bot man in der Kirche nebenan seelsorgerliche Gespräche und praktische Hilfen an, die von vielen Menschen, insbesondere von Alkoholabhängigen angenommen wurden. Die Mitglieder der Clarendon Street Baptist Church entwickelten in der Folgezeit unter Gordons Leitung eine große Anzahl von Initiativen im sozialen Bereich. Zielgruppen waren unter anderem chinesische Einwanderer, Juden aus Osteuropa, junge Industriearbeiter, Suchtabhängige und Obdachlose. Schließlich entstanden aus den Initiativen heraus besondere Einrichtungen wie zum Beispiel das Obdachlosenheim Boston Industrial Temporary Home. Auch im Gemeindegottesdienst kam es zu Veränderungen. Mit Rücksicht auf suchtgefährdete Gottesdienstbesucher wurde beim Abendmahl Traubensaft anstelle von Wein gereicht. Gordon deutete die Wandlungen innerhalb seiner Gemeinde als eine besondere Wirkung des Heiligen Geistes.
Neben seinem Gemeindedienst gehörte die Förderung der Außenmission zu Gordons zentralen Anliegen. Im Jahr 1871 wurde er in das Exekutivkomitee der American Baptist Missionary Union (ABMU) berufen an und wurde 1888 zu dessen Vorsitzenden gewählt. Im Laufe der Jahre wurde er zu einem der bedeutendsten evangelikalen Theologen seiner Zeit. Vor allem übte er durch seine Predigten, die zum Teil in gedruckter Form erschienen, und seine theologischen Schriften großen Einfluss auf die US-amerikanische Missionsarbeit im Ausland aus, der weit über die Grenzen seiner eigenen Konfession hinausging. Gordon war Teil einer sogenannten „vor-ökumenischen Bewegung“, die die Notwendigkeit gemeinsamer Arbeit vor allem auf dem Gebiet der Mission sah. Um alle Nationen zu erreichen, war eine Zusammenarbeit der konfessionellen und unabhängigen Missionsgesellschaften – so Gordon – unbedingt erforderlich.
Ein weiteres Anliegen Gordons war die Bildung. Im Jahr 1889 gründete er die Boston Missionary Training Institution (BMTI), das später in Gordon College und noch später in Gordon Divinity School umbenannt wurde. Das BMTI war über 30 Jahre in Boston ansässig, danach in Newton. 1955 wechselte die Schule zum zweiten Mal ihren Standort und zog nach Wenham um. Nach einer Seminarfusion im Jahr 1969 wurde aus der Gordon Divinity School das Gordon-Conwell Theological Seminary.
Gordon setzte sich außerdem für Gordon für den verantwortlichen Dienst von Frauen innerhalb der Kirche ein, lange bevor er unter Christen (nicht nur unter Evangelikalen) allgemein akzeptiert wurde. Nachdem er beobachtet hatte, dass einer Missionarin die Kanzel bei einer Missionarskonferenz verwehrt wurde, veröffentlichte in 1893 in der damals bedeutenden Missionszeitschrift Missionary Review of the World, einen programmatischen Aufsatz mit dem Titel The Ministry of Women (= Der Dienst der Frau). Verbunden mit dem Artikel war eine umfangreiche Bibelexegese. Mit ihr wird in evangelikalen Kreisen noch heute argumentiert, wenn es um die verantwortliche Mitarbeit von Frauen in der Kirche geht.
In theologischer Hinsicht war Gordon ein Vertreter des Dispensationalismus. Innerhalb dieser Richtung vertrat er eine prämillenaristische Eschatologie; er erwartete also die Wiederkunft Jesu Christi vor dem Beginn des verheißenen Tausendjährigen Friedensreichs. Ihr vorauszugehen hätte eine Evangelisierung aller Nationen, an deren Abschluss die Bekehrung Israels zur Zeit der großen Trübsal stünde.
Gordon verstarb im Alter von 59 Jahren. Ursache seines frühen Todes waren ein grippaler Infekt und eine Bronchitis. Die Beisetzung fand auf dem Forest Hills Cemetery im Bostoner Süden statt.

## Familie
Adoniram Judso Gordon war mit Maria Hale (1842–1921) verheiratet, die er während seines Studiums an der Brown University kennengelernt hatte. Aus der Ehe gingen acht Kinder hervor, fünf Töchter und drei Söhne. Zwei ihrer Kinder verstarben nur wenige Monate nach ihrer Geburt. Ihr Sohn Ernest Barron Gordon (1867–1956) verfasste 1896 eine umfangreiche Biographie seines Vaters.

## Veröffentlichungen (Auswahl)
Gordon veröffentlichte zwei Gesangbücher und komponierte Melodie für mindestens fünfzehn Hymnen, darunter auch die Melodie für das bekannte Featherstone-Lied My Jesus I Love Thee (Mein Jesus, ich liebe dich), das seit 1876 weltweit in zahlreichen evangelischen Gesang- und Liederbüchern zu finden ist.

### Gesangbücher
- The Vestry Hymn and Tune Book. Henry A. Young & Co.: Boston/Mass., 1872
- The Coronation Hymnal: a selection of hymns and songs. Fleming H. Revell Company: New York/Chicago/Toronto, 1894

### Liedtexte (Auswahl)
Hymnary.org listet 24 von Gordon gedichtete geistliche Lieder, darunter:
- Behold, o God, Thy chosen race – Das Lied, in dessen Mittelpunkt die Fürbitte für Israel steht, erschien in vier Gesangbüchern.
- I shall see the King in His beauty, In the land that is far away – Das Lied, das die Herrlichkeit des kommenenden Christus beschreibt, findet sich in 15 Gesangbüchern.
- O mache mich heilig, du Vater im Licht – Das Bußlied erschien sehr früh auch in deutscher Sprache. Die Übertragung besorgte Herman von Berge (1871–1963), deutschstämmiger Baptistenpastor und Theologieprofessor in den Vereinigten Staaten.[16]

### Melodien (Auswahl)
- My Jesus I Love Thee – Die Melodie zu diesem Lied entstand 1876, Sie wurde mit dem Titel GORDON auch zahlreichen anderen Liedern beigegeben und findet sich weltweit in mindestens 651 Gesang- und Liederbüchern.[17]
- Die Melodie des Abendliedes Ere I sleep, for every favor, dessen Text auf John Cennik (1718–1755) zurückgeht, stammt ebenfalls von Gordon.[18]

### Theologische Schriften (Auswahl)
Das Buch The Ministry of Healing (Der Dienst des Heilens) ist vermutlich sein bekanntestes Werk. In Kreisen der frühen Pfingstbewegung wurde es zum Standardwerk.
- Congregational Worship. Young and Bartlett: Boston, 1874.
- Ecce Venit: Behold He Cometh. Revell: New York, 1889.
- In Christ; or The Believer’s Union with His Lord. Gould and Lincoln: Boston, 1872.
- Grace and Glory: Sermons for the Life that Now is and that which is to Come. Howard Gannet: Boston, 1880.
- The Holy Spirit in Missions: Six Lectures. Revell: New York, 1893.
- The Ministry of Healing, or, Miracles of Cure in All Ages. H. Gannet: Boston, 1883.
- The Twofold Life; or Christ’s Work for Us and Christ’s Work in Us. Howard Gannet: Boston, 1883.
- mit George C. Needham: The life and labors of Charles H. Spurgeon: the faithful preacher, the devoted pastor, the noble philanthropist, the beloved college president, and the voluminous writer, author, etc., etc. D.L. Guernsey: Boston, 1885.
- mit Arthur T. Pierson: How Christ Came to Church: The Pastor’s Dream: A Spiritual Autobiography. American Baptist Pub. Soc.: Philadelphia, oJ [1895?].